# Julio César Chávez
Julio César Chávez González (Ciudad Obregón, Sonora, 12 de julio de 1962) es un ex boxeador profesional mexicano que compitió profesionalmente entre 1980 y 2005, obteniendo títulos mundiales en 3 diferentes divisiones de peso: superpluma, ligero y superligero.
Acumuló 107 victorias (87 de ellas por nocaut), 2 empates ante Pernell Whitaker y Miguel Ángel González, y 6 derrotas ante Frankie Randall, Óscar de la Hoya, Willy Wise, Kostia Tsziu y Grover Wiley. Triunfó en sus primeros 87 combates, y fue derrotado por primera vez en su enfrentamiento número 90.
Fue reconocido por su pegada, su poderoso gancho al hígado, el incesante acoso a sus oponentes y una mandíbula extremadamente resistente. Es considerado uno de los mejores libra por libra del mundo en la década de 1990, y también como el mejor boxeador mexicano de la historia. Fue incluido en el Salón Internacional de la Fama del Boxeo en la edición 2011.

## Biografía
Nació el 12 de julio de 1962 en el ejido Marte R. Gómez (Sonora). Su padre, Rodolfo Chávez, trabajó en el ferrocarril. Julio creció en las casas del ferrocarril núm. 17, con sus tres hermanas y siete hermanos.

### Aficionado
Comenzó en el mundo del boxeo aficionado a la edad de dieciséis años. En una de sus peleas cayó derrotado frente a Diego Ávila. Según Chávez, Ávila estuvo protegido por los jueces locales, por lo que decepcionado abandonó el boxeo aficionado y pasó al profesionalismo, dejando una corta carrera en el pugilato de aficionados con solo catorce encuentros sostenidos. En esos momentos, Kid Azteca a los dieciocho años de edad, que lo vio pelear en ese torneo, le aseguró que le iba a ir muy bien en su carrera deportiva.

### Profesional
En su decimosegunda pelea, el día 4 de marzo de 1981, se enfrentó a Miguel Ruiz en Culiacán. Al final del primer asalto, conectó un golpe que noqueó a Ruiz. El golpe fue propinado en el momento exacto cuando sonaba la campana, fue amonestado y Ruiz fue declarado el ganador por una controversial descalificación. Al día siguiente, sin embargo, Ramón Félix, quien era el mánager de Chávez y miembro de la Comisión de Boxeo de Culiacán cabildeó la alteración del veredicto y al modificarse el resultado, se proclamó ganador a Chávez.

### Primer campeonato
Ganó su primer campeonato, del título vacante Consejo Mundial de Boxeo (CMB) de peso superpluma, el 13 de septiembre de 1984, venciendo a Mario "Azabache" Martínez en Los Ángeles, California. Martínez era el favorito de las apuestas en el combate. El 19 de abril de 1985, defendió su título contra Rubén Castillo (63-4-2) derrotándolo en el sexto asalto. El 7 de julio de 1985, derrotó al ex y también futuro campeón mundial, Roger Mayweather, por la vía del nocaut en el segundo asalto. El 3 de agosto de 1986, venció por decisión mayoritaria al antiguo campeón de la AMB (Asociación Mundial de Boxeo) y futuro campeón de la FIB (Federación Internacional de Boxeo) en la categoría superpluma, Rocky Lockridge en Mónaco. En su próximo combate, venció al excampeón Juan Laporte por una decisión unánime.
El 18 de abril de 1987, en Francia expuso nuevamente su campeonato mundial superpluma frente al brasileño Francisco Tomás Da Cruz. La pelea se realizó en un antiguo coliseo romano, en Nimes. Chávez se impuso por nocaut técnico en el tercer asalto para defender por octava ocasión su cinturón mundial súper pluma del CMB. Defendió con éxito su título CMB superpluma un total de nueve veces.

### Ascenso a peso ligero
El 21 de noviembre de 1987, se trasladó a la división de peso ligero y derrotó al campeón de la Asociación Mundial de Boxeo, Edwin Rosario. Derrotó a Rosario por nocaut técnico en el undécimo asalto, que le otorgó el título. En el asalto final, Julio César conectó 73 de 91 golpes. HBO mostró el porcentaje de golpes conectados de ambos peleadores: Rosario conectó 264 de 731 golpes lanzados (36%) y Chávez 450 de 743 (61%).
El 16 de abril de 1988, derrotó a Rodolfo Aguilar (20-0-1) en el sexto asalto por medio de nocaut técnico. El 4 de junio de 1988, hizo un combate sin poner el título en riesgo, contra el dos veces campeón Rafael Limón, ganando en el séptimo asalto por medio de nocaut técnico. Más tarde ese año, unificó sus cinturones de la AMB y la CMB venciendo a José Luis Ramírez por medio de una decisión técnica. El combate entre Chávez y Ramírez terminó cuando un cabezazo accidental abrió la frente de Ramírez y el médico detuvo la pelea; la decisión de los jueces fue por la puntuación que se llevaba hasta ese momento en la pelea. Chávez, por llevar la ventaja en las tarjetas, fue declarado el ganador.

#### Victoria sobre Meldrick Taylor y el ascenso a los superligeros
Dejó vacante sus títulos de la Asociación Mundial de Boxeo y Consejo Mundial de Boxeo con fin de avanzar a la división de los superligeros. En su próximo combate, conquistó el título mundial CMB de peso súperligero, al derrotar a Roger Mayweather por segunda vez. Mayweather no salió de su esquina después del décimo asalto, dándole la victoria a Chávez por retiro. En 1989, derrotó al futuro campeón Sammy Fuentes por nocaut técnico en el décimo asalto. En su próximo combate, venció al invicto Alberto de las Mercedes Cortes (44-0) por medio del nocaut en el tercer asalto.
El 17 de marzo de 1990, se enfrentó al campeón invicto peso súperligero de la FIB, Meldrick Taylor, en una pelea por la unificación del título. Mientras que durante toda la pelea Taylor estaba derrotando a Julio César, Chávez, comenzó a castigarlo lenta pero efectivamente. Al llegar el último asalto, Taylor se expone a un intercambio de golpes frontal contra un Julio César que lo superaba en pegada y veteranía y quien lo derribó restándole solo 16 segundos a la pelea. Taylor se levantó a la cuenta de seis, y al ser incapaz de responder en dos ocasiones a la pregunta ¿"estás bien"? Taylor no respondió y solo miró su esquina. Así que, el árbitro Richard Steele detuvo la pelea decretando ganador a Chávez con tan solo dos segundos restantes. La decisión de Steele sigue generando polémica sigue hasta nuestros días. Steele defendió su decisión diciendo que su preocupación era la salud del peleador, independientemente de cuánto tiempo le restara a una contienda, dijo: "la detuve porque Meldrick había recibido mucho castigo, muchos golpes bastante duros, y es hora de que se detenga. No soy cronometrador, y no me importa el tiempo. Cuando veo a un hombre que ha tenido suficiente, detengo la pelea". Los análisis del médico que examinó a Meldrick después de la contienda, mostraron que sufría de serias lesiones en los huesos faciales y había un exceso de sangre en su orina. Por lo controvertido y a la vez espectacular del desenlace de esta pelea, la revista "The Ring" la nombró " La Pelea del Año" de 1990, y posteriormente la "Pelea de la Década" para el decenio de los 1990s. No fue sino hasta 1994 que se la revancha pactando la pelea en el límite de peso superligero, a pesar de que Taylor tenía más de cuatro años de no pelear por debajo de peso welter. Chávez lo volvería a noquear en ocho asaltos. El resultado de la decisión de Richard Steele a favor de Chávez al afectó emocionalmente a Taylor, sumado a que este a largo plazo presentaría serios problemas en la coordinación y en el habla debido a los golpes a lo largo de su carrera previo a la revancha contra Chávez.

#### Abandono del Título de la FIB
Tras vencer a Taylor, Chávez realizó una pelea optativa frente al estadounidense John Duplessis, y posteriormente la Federación Internacional de Boxeo le dio un ultimátum para defender el cinturón de dicho organismo frente al retador mandatorio, quien era el colombiano Rafael Pineda, que tenía récord de 26-1 (24 KO), y era entrenado por el mentor del ex campeón  Carlos Monzón, Amílcar Brusa. Ante esta situación, Chávez optó por abandonar el cinturón de la Federación y decidió defender el título del Consejo ante el veterano ex campeón Lonnie Smith, en septiembre de 1991.

#### Chávez vence a Camacho y enfrenta a Haugen ante más de 130.000 espectadores
El 10 de abril de 1992, derrotó por la vía del nocaut técnico en el quinto asalto a Ángel Hernández (37-0-2, 22 KOs). En su próxima pelea, se enfrentó al tricampeón mundial Héctor Camacho (41-1-0, 18 KOs), quien ya había perdido su invicto ante Greg Haugen. La promoción del combate levantó muchas expectativas ya que Camacho era un púgil al que le gustaba provocar a sus oponentes, y la rivalidad boxística entre México y Puerto Rico era muy rentable. En la pelea, Camacho fue abucheado y criticado por su táctica de mantenerse huyendo y abrazando durante toda la contienda. Julio César lo derrotó por decisión unánime, reteniendo así su título del CMB.
En 1993, se enfrentó a Greg Haugen, antes de la pelea, Haugen se dedicó a insultar y menospreciar el récord de 82 victorias, 0 derrotas de Chávez, diciendo: "Son 82 taxistas de Tijuana que hasta mi madre hubiera podido noquear." y "No hay 130,000 mexicanos que puedan pagar el boleto de entrada." para la pelea que se llevaría a cabo en el Estadio Azteca. Julio César respondió diciendo, "De veras lo odio, cuando me mira, quiero vomitar. Voy a darle la peor paliza de su vida, voy a hacerle tragar sus palabras.". Haugen quedó desmentido en ambos casos: 132.274 personas se presentaron, estableciendo un récord de asistencia, y vieron como Chávez lo golpeaba duramente y al instante se retiraba, con la clara intención de castigarlo por sus insultos. Para el quinto asalto, el árbitro había visto suficiente y detuvo la pelea. Fue una victoria por nocaut técnica para Julio César. Después de la pelea, le dijo a Haugen: "Ahora ya sabes que no peleo con taxistas." y un ensangrentado Haugen deportivamente respondió: "Deben haber sido taxistas muy rudos.". Más tarde ese año, se anotó una victoria por TKO sobre el contrincante clasificado como número uno, Terrence Alli.

#### Empate con Whitaker en peso pactado y la primera derrota oficial en su carrera
Después de once defensas exitosas del título superligero, decidió retar en peso pactado de 145 libras a Pernell Whitaker por el título welter del CMB en septiembre de 1993. A lo largo de la contienda Julio César lució frustrado por la técnica escurridiza de Whitaker. Antes de que se anunciara la decisión, los comentaristas de televisión estaban de acuerdo en que Whitaker había ganado el combate y ni siquiera consideraban una decisión reñida. Whitaker dominó el combate con su estilo de pelea evitando el intercambio con Chávez, pero el resultado de la lucha fue un polémico empate, con solo un juez en favor de Whitaker, lo que permitió a Chávez seguir siendo oficialmente invicto. Años después, Chávez confesó su frecuente uso de cocaína a partir del año 1993. El 18 de diciembre de 1993, derrotó al campeón británico invicto Andy Holligan (21-0-0) por medio de un nocaut técnico en el quinto asalto.
En enero de 1994, se enfrenta a Frankie Randall, en una pelea que esperaba ganar fácilmente. En cambio, Randall, le derribó por primera vez en toda su carrera profesional y ganó por una decisión dividida, perdiendo su título frente a Randall. Chávez no admitió su derrota y culpó de la derrota al árbitro Richard Steele, (el mismo árbitro que tomó la polémica decisión de otorgarle la victoria ante Meldrick Taylor), que le restó dos puntos debido a varios golpes bajos, los que finalmente hicieron la diferencia en la puntuación. Julio César declaró posteriormente que no estaba de acuerdo en pelear el mes de enero, ya que descansaba y no entrenaba durante el mes de diciembre debido a las fiestas decembrinas y de fin de año.
En mayo de 1994, la CMB ordenó de inmediato una revancha y recuperó el título por medio de la decisión técnica. La pelea fue muy reñida, un choque de cabezas accidental abrió un gran corte en la frente de Chávez en el octavo asalto, el árbitro pidió que el médico la revisara, este luego dio instrucciones de detener la pelea. En virtud de las normas de la CMB, a Randall, -quien en apariencia empezaba a aventajar en el combate-, se la restó un punto y de inmediato se le dio la victoria en las tarjetas de puntuación a Chávez. En su próximo combate, venció al tres veces campeón Tony López. En 1995, venció al campeón Giovanni Parisi.

### Fallida unificación contra Coggi
Durante 1993 y 1994, se especuló en más de una ocasión con un combate estelar entre Chávez y el argentino Juan Martín Coggi, quien también ostentaba varias defensas exitosas de su corona mundial wélter júnior de la AMB. Dicho combate supondría la unificación de los dos títulos mundiales más importantes de peso superligero ya que Chávez ostentaba el cinturón del Consejo Mundial de Boxeo y "Látigo" Coggi era el campeón vigente de la Asociación Mundial de Boxeo. Pese a que la pelea fue anunciada incluso por Osvaldo Rivero, representante de Coggi, para septiembre de 1994 en Las Vegas, finalmente nunca llegó a tener lugar después de la derrota de Coggi con Frankie Randall.

#### De La Hoya contra Chávez I y II
El 7 de junio de 1996, Chávez se enfrenta a Óscar de la Hoya. Antes de la pelea, los medios y la prensa señalaron la diferencia de edades entre los oponentes y remarcaron que Julio César ya no contaba con la capacidad para enfrentar a un ascendente rival más de 10 años menor que él. La mayoría de los pronósticos eran a favor de De La Hoya. Una gran herida apareció en el ojo derecho de Chávez en el primer minuto del primer asalto, llevando a muchos a asumir lo que se confirmó posteriormente -el corte se produjo durante el entrenamiento y se reabrió en el combate-. El pesado flujo de sangre obligó al árbitro a detener la pelea en el cuarto asalto. Hasta su revancha en 1998, Julio César siempre sostuvo que De la Hoya no lo había vencido, sino que la herida que había sufrido fue la causa de que se detuviera la pelea. Tras la pelea, los medios, la prensa y especialistas del boxeo sostuvieron que De La Hoya había vencido a un Chávez pasado de época. En su próximo combate, Julio César venció al excampeón Joey Gamache. Para entonces, las apariciones de Chávez en la prensa eran principalmente por sus escándalos, más que por sus peleas. La prensa le había adjudicado la mala reputación de indisciplinado, ya que se decía que descuidaba su entrenamiento y que pasaba gran parte de su tiempo en fiestas bebiendo, con diversas mujeres, entre ellas Salma Hayek, con la que sostenía un romance. Chávez pasaba por una fuerte crisis en su vida personal: problemas conyugales, de impuestos, mal manejo de sus finanzas y los medios afirmaban que mantenía amistad con diversos líderes de la política y del narcotráfico en México.
En 1997, un año después de que De la Hoya subió al peso wélter, Julio César se enfrentó al excampeón ligero del Consejo Mundial de Boxeo, Miguel Ángel González para la vacante del título súperligero de la CMB. El 18 de septiembre de 1998, a pesar de los pronósticos, se le concedió la revancha contra De la Hoya por el cinturón de la CMB de los pesos wélter. Dos años después de la primera pelea, De la Hoya ahora de 25 años de edad, decidió no utilizar sus ventajas de velocidad y alcance, y en su lugar optó por enfrentar y castigar a Chávez, de 36, en la cabeza y el cuerpo repetidamente. De La Hoya se mostró ampliamente superior y los comentaristas y espectadores se preguntaban si Chávez podría terminar la pelea. Al final del octavo asalto, Chávez, notoriamente castigado, manifestaba un severo dolor de costillas y presentaba sangrado debido a una profunda laceración en el labio. Julio César no salió de su esquina al noveno asalto y abandonó la contienda.

#### Retiro y peleas de despedida
En 2000, a la edad de 38 años, a pesar de haber perdido su último combate hasta esa fecha ante el hasta entonces desconocido boxeador estadounidense Willie Wise (en lo que según la revista de boxeo norteamericana Ring Magazine constituyó la sorpresa del año en 1999) Julio César Chávez desafió al campeón ruso Kostya Tszyu por la corona de los superligeros. El campeón Tszyu, conocido por su formidable pegada, era el amplio favorito, y al igual que en su revancha con De La Hoya en 1998, los medios la describieron como una contienda virtualmente imposible de ganar para Chávez. Después de recibir severo castigo por parte del campeón, -y caer a la lona en una ocasión, el árbitro detuvo el combate en el sexto asalto y Chávez perdió por KTO. Después de la victoria de 2001 sobre Terry Thomas en Ciudad Juárez, México, Julio César Chávez se retiró. Sin embargo, el 24 de noviembre de 2003, en Tijuana, México, salió de su retiro para vengarse de la derrota ante Willy Wise, noqueándolo en el segundo asalto.
En abril de 2004, regresó al ring, afirmando de nuevo que esa sería su última aparición. En esa pelea, llamada Adiós, México, Gracias, derrotó a su antiguo enemigo, Frankie Randall, por decisión. El 28 de mayo de 2005, Chávez apareció una vez más en un ring de boxeo, derrotando a Ivan Robinson,-conocido por derrotar a Arturo Gatti- en diez asaltos en el Staples Center. El 17 de septiembre de 2005, en Phoenix, Arizona, Chávez sufrió una derrota por nocaut técnico ante el poco conocido Grover Wiley, su esquina le ordenó retirarse antes del comienzo del quinto asalto, debido a una lesión de tiempo atrás en su mano derecha, pero periodistas mediáticos aducen esa caída,a la adicción ya conocida del ídolo mexicano (cocaína) quien con el tiempo afirmó el mismo Julio César, que su adicción a la cocaína era tan fuerte que ya no veía un boxeador en el ring sino tres, tras el combate con Grover Wiley, Chávez le dijo a su promotor, Bob Arum, que esa vez fue, sin duda, su retiro del boxeo.

## Carrera profesional en retrospectiva
Es considerado como uno de los mejores boxeadores de todos los tiempos. El retirado campeón de los pesos pesados Mike Tyson, declaró según su punto de vista, durante una cena organizada en México por el CMB "que Chávez era el mejor peleador de su generación y uno de los cinco mejores boxeadores de la historia. La cadena ESPN recientemente lo clasificó con el número 24 en su listado de "Los 50 Mejores Boxeadores de la Historia". En 2002, la revista "The Ring" le dio el lugar 18 en su conteo de "Los mejores boxeadores de los últimos 80 años". También la dio el lugar 50 en su lista de "Los 100 mejores golpeadores en la historia del boxeo"; Jake LaMotta, Marvin "Maravilla" Hagler y Julio César Chávez son considerados entre los boxeadores con la quijada más resistente y más difíciles de derribar que ha dado el deporte. Ganó cinco títulos mundiales en tres divisiones de peso: CMB peso superpluma (1984), AMB peso ligero (1987), CMB peso ligero (1988), CMB peso superligero (1989), IBF peso superligero (1990 ) y CMB peso superligero (1994); y peleo por el título mundial CMB peso wélter en dos ocasiones (1993 y 1998). Entre los campeones del mundo a quien Chávez derrotó se encuentran: José Luis Ramírez, Rafael Limón, Rocky Lockridge, Meldrick Taylor, Roger Mayweather, Lonnie Smith, Sammy Fuentes, Héctor "Macho" Camacho, Juan Laporte, Edwin Rosario, Greg Haugen, Tony López, Giovanni Parisi, Joey Gamache, y Frankie Randall (quién le había arrebatado a Julio César el cinturón y el invicto sólo cuatro meses antes). Perdió oficialmente contra tres campeones, Frankie Randall, Óscar De La Hoya (en dos ocasiones) y Kostya Tszyu. "Empató" con otros dos: Pernell Whitaker y Miguel Ángel González. En diciembre del 2010, Chávez fue elegido junto con Mike Tyson, Kostya Tszyu y el actor Sylvester Stallone para ingresar al salón de la fama del boxeo.

## Títulos mundiales
- Campeón mundial de peso superpluma del CMB
- Campeón mundial de peso ligero de la AMB
- Campeón mundial de peso ligero del CMB
- Campeón mundial de peso superligero del CMB
- Campeón mundial de peso superligero de la FIB

### Récords
- Es el boxeador con más peleas de título mundial (37).
- Junto con Omar Narváez, posee el récord de más defensas del título (29).
- Posee el récord de más peleas ganadas desde su inicio profesional (87-0).
- Se mantuvo oficialmente invicto 13 años, 11 meses, 24 días.
- Es después de Joe Louis, (23) el segundo boxeador con mayor número de peleas de título que ha resuelto por nocaut (21).
- Posee la segunda mayor asistencia a una arena 132, 274, detrás del récord Guinnes que tiene la pelea de Tony Zale contra Billy Pryor en 1941 de 135, 000. En un año congregó a 262, 272 aficionados en cuatro de sus peleas.
- Es el primer púgil mexicano con tres títulos mundiales en igual número de divisiones.

## Récord profesional
| 107 Victorias (86 knockouts, 21 decisiones), 6 Derrotas (2 knockouts, 2 decisiones), 2 Empates |         |                                |      |         |            |                                                                 | |
| Res.                                                                                           | Récord  | Rival                          | Tipo | Round   | Día        | Lugar                                                           | Notas |
| Derrota                                                                                        | 107-6-2 | Grover Wiley                   | RTD  | 4 (10)  | 2005-09-17 | América West Arena, Phoenix, Arizona                            | |
| Victoria                                                                                       | 107-5-2 | Iván Robinson                  | UD   | 10      | 2005-05-28 | Staples Center, Los Ángeles, California                         | |
| Victoria                                                                                       | 106-5-2 | Frankie Randall                | UD   | 10      | 2004-05-22 | Plaza de Toros, México City, Distrito Federal                   | |
| Victoria                                                                                       | 105-5-2 | Willy Wise                     | TKO  | 2 (10)  | 2003-11-22 | Centro de Espectáculos Alamar, Tijuana, Baja California, México | |
| Victoria                                                                                       | 104-5-2 | Terry Thomas                   | TKO  | 2 (10)  | 2001-11-24 | Plaza de Toros Monumental, Ciudad Juárez, Chihuahua, México     | |
| Derrota                                                                                        | 103-5-2 | Kostya Tszyu                   | TKO  | 6 (10)  | 2000-07-29 | Veteran's Memorial Coliseum, Phoenix, Arizona                   | |
| Victoria                                                                                       | 103-4-2 | Buck Smith                     | TKO  | 3 (10)  | 1999-12-18 | Culiacán, Sinaloa, México                                       | |
| Derrota                                                                                        | 102-4-2 | Willy Wise                     | UD   | 10      | 1999-10-02 | Hotel Hilton, Las Vegas, Nevada, Estados Unidos                 | |
| Victoria                                                                                       | 102-3-2 | Marty Jakubowski               | KO   | 4 (10)  | 1999-07-10 | Mexicali, Baja California, México                               | |
| Victoria                                                                                       | 101-3-2 | Verdell Smith                  | TKO  | 4 (10)  | 1999-04-01 | Don Haskins Convention Center, El Paso, Texas                   | |
| Derrota                                                                                        | 100-3-2 | Oscar De La Hoya               | RTD  | 8 (12)  | 1998-09-18 | Thomas & Mack Center, Las Vegas, Nevada                         | Por título CMB Peso wélter.                                                                                             |
| Victoria                                                                                       | 100-2-2 | Ken Sigurani                   | TKO  | 3 (10)  | 1998-06-25 | Foxwoods Resort, Mashantucket, Connecticut                      | |
| Empate                                                                                         | 99-2-2  | Miguel Ángel González          | PTS  | 12      | 1998-03-07 | Plaza de Toros, México City, Distrito Federal                   | Por título vacante CMB peso superligero.                                                                                |
| Victoria                                                                                       | 99-2-1  | Larry LaCoursiere              | UD   | 10      | 1997-06-28 | MGM Grand, Las Vegas, Nevada                                    | |
| Victoria                                                                                       | 98-2-1  | Tony Martin                    | UD   | 10      | 1997-03-29 | Hotel Hilton, Las Vegas, Nevada, Estados Unidos                 | |
| Victoria                                                                                       | 97-2-1  | Joey Gamache                   | TKO  | 8 (10)  | 1996-10-12 | Arrowhead Pond, Anaheim, California                             | |
| Derrota                                                                                        | 96-2-1  | Oscar De La Hoya               | TKO  | 4 (12)  | 1996-06-07 | Caesars Palace, Las Vegas, Nevada                               | Pierde título CMB peso superligero.                                                                                     |
| Victoria                                                                                       | 96-1-1  | Scott Walker                   | TKO  | 2 (10)  | 1996-02-09 | Caesars Palace, Las Vegas, Nevada                               | |
| Victoria                                                                                       | 95-1-1  | David Kamau                    | UD   | 12      | 1995-09-16 | The Mirage, Las Vegas, Nevada, Estados Unidos                   | Retiene título CMB peso superligero.                                                                                    |
| Victoria                                                                                       | 94-1-1  | Craig Houk                     | KO   | 1 (10)  | 1995-07-29 | Horizon, Rosemont, Illinois, Estados Unidos                     | |
| Victoria                                                                                       | 93-1-1  | Giovanni Parisi                | UD   | 12      | 1995-04-08 | Caesars Palace, Las Vegas, Nevada, Estados Unidos               | Retiene título CMB peso superligero.                                                                                    |
| Victoria                                                                                       | 92-1-1  | Tony López                     | TKO  | 10 (12) | 1994-12-10 | Estadio de Béisbol Monterrey, Monterrey, Nuevo León, México     | Retiene título CMB peso superligero.                                                                                    |
| Victoria                                                                                       | 91-1-1  | Meldrick Taylor                | TKO  | 8 (12)  | 1994-09-17 | MGM Grand, Las Vegas, Nevada, Estados Unidos                    | Retiene título CMB peso superligero.                                                                                    |
| Victoria                                                                                       | 90-1-1  | Frankie Randall                | TD   | 8 (12)  | 1994-05-07 | MGM Grand, Las Vegas, Nevada, Estados Unidos                    | Gana título CMB peso superligero                                                                                        |
| Derrota                                                                                        | 89-1-1  | Frankie Randall                | SD   | 12      | 1994-01-29 | MGM Grand, Las Vegas, Nevada, Estados Unidos                    | Pierde título CMB peso superligero Chávez sufre la primera caída en el ring de su carrera en el asalto 11.              |
| Victoria                                                                                       | 89-0-1  | Andy Holligan                  | TKO  | 5 (12)  | 1993-12-18 | Estadio Cuauhtémoc, Puebla, Puebla, México                      | Retiene título CMB peso superligero                                                                                     |
| Victoria                                                                                       | 88-0-1  | Mike Powell                    | KO   | 4 (10)  | 1993-10-30 | Ciudad Juárez, Chihuahua, México                                | |
| Empate                                                                                         | 87-0-1  | Pernell Whitaker               | PTS  | 12      | 1993-09-10 | Alamodome, San Antonio, Texas, Estados Unidos                   | Por título CMB y Lineal Peso wélter                                                                                     |
| Victoria                                                                                       | 87–0    | Terrence Alli                  | TKO  | 6 (12)  | 1993-05-08 | Thomas & Mack Center, Las Vegas, Nevada, Estados Unidos         | Retiene título CMB peso superligero                                                                                     |
| Victoria                                                                                       | 86–0    | Silvio Walter Rojas            | KO   | 3 (10)  | 1993-04-10 | Auditorio Benito Juárez, Guadalajara, Jalisco, México           | |
| Victoria                                                                                       | 85–0    | Greg Haugen                    | TKO  | 5 (12)  | 1993-02-20 | Estadio Azteca, Ciudad de México, México                        | Retiene título CMB peso superligero                                                                                     |
| Victoria                                                                                       | 84–0    | Marty Jakubowski               | TKO  | 6 (10)  | 1992-12-13 | The Mirage, Las Vegas, Nevada, Estados Unidos                   | |
| Victoria                                                                                       | 83–0    | Bruce Pearson                  | KO   | 3 (10)  | 1992-10-31 | Culiacán, Sinaloa, México                                       | |
| Victoria                                                                                       | 82–0    | Héctor Camacho                 | UD   | 12      | 1992-09-12 | Thomas & Mack Center, Las Vegas, Nevada, Estados Unidos         | Retiene título CMB peso superligero                                                                                     |
| Victoria                                                                                       | 81–0    | Frankie Mitchell               | TKO  | 4 (12)  | 1992-08-01 | Hotel Hilton, Las Vegas, Nevada, Estados Unidos                 | Retiene título CMB peso superligero                                                                                     |
| Victoria                                                                                       | 80–0    | Ángel Hernández                | TKO  | 5 (12)  | 1992-04-10 | El Toreo, Ciudad de México, México                              | Retiene título CMB peso superligero                                                                                     |
| Victoria                                                                                       | 79–0    | Juan Soberanes                 | KO   | 4 (10)  | 1992-03-13 | La Paz, Baja California Sur, México                             | |
| Victoria                                                                                       | 78–0    | Ignacio Perdomo                | RTD  | 7 (10)  | 1991-12-13 | Hermosillo, Sonora, México                                      | |
| Victoria                                                                                       | 77–0    | Jorge Alberto Melian           | KO   | 4 (10)  | 1991-11-12 | Ciudad de México, México                                        | |
| Victoria                                                                                       | 76–0    | Lonnie Smith                   | UD   | 12      | 1991-09-14 | The Mirage, Las Vegas, Nevada, Estados Unidos                   | Retiene título CMB peso superligero                                                                                     |
| Victoria                                                                                       | 75–0    | Tommy Small                    | KO   | 4 (10)  | 1991-04-26 | Estadio General Ángel Flores, Culiacán, Sinaloa, México         | |
| Victoria                                                                                       | 74–0    | John Duplessis                 | TKO  | 4 (12)  | 1991-03-18 | The Mirage, Las Vegas, Nevada, Estados Unidos                   | Retiene título CMB y FIB Peso superligero                                                                               |
| Victoria                                                                                       | 73–0    | Kyung-Duk Ahn                  | TKO  | 3 (12)  | 1990-12-08 | Convention Center, Atlantic City, Nueva Jersey, Estados Unidos  | Retiene título CMB y FIB Peso superligero                                                                               |
| Victoria                                                                                       | 72–0    | Jaime Balboa                   | TKO  | 4 (10)  | 1990-11-08 | Mazatlán, Sinaloa, México                                       | |
| Victoria                                                                                       | 71–0    | Russell Mosley                 | KO   | 3 (10)  | 1990-08-18 | Culiacán, Sinaloa, México                                       | |
| Victoria                                                                                       | 70–0    | Akwei Addo                     | KO   | 2 (10)  | 1990-07-05 | Madrid, Comunidad de Madrid, España                             | |
| Victoria                                                                                       | 69–0    | Meldrick Taylor                | TKO  | 12 (12) | 1990-03-17 | Hotel Hilton, Las Vegas, Nevada, Estados Unidos                 | Retiene título CMB Peso superligero y gana título FIB peso superligero. The Ring magazine's "Fight of the Year" (1990). |
| Victoria                                                                                       | 68–0    | Alberto de las Mercedes Cortes | TKO  | 3 (12)  | 1989-12-16 | Palacio de Los Deportes, Ciudad de México, México               | Retiene título CMB Peso superligero.                                                                                    |
| Victoria                                                                                       | 67–0    | Sammy Fuentes                  | RTD  | 10 (12) | 1989-11-18 | Caesars Palace, Las Vegas, Nevada, Estados Unidos               | Retiene título CMB Peso superligero.                                                                                    |
| Victoria                                                                                       | 66–0    | Ramón Aramburu                 | KO   | 3 (?)   | 1989-10-27 | Mazatlán, Sinaloa, México                                       | Rompe récord de 65 victorias consecutivas de Nino Benvenuti.                                                            |
| Victoria                                                                                       | 65–0    | Rodolfo Batta                  | KO   | 1 (10)  | 1989-10-09 | Tijuana, Baja California, México                                | |
| Victoria                                                                                       | 64–0    | Kenny Vice                     | TKO  | 3 (10)  | 1989-07-30 | Convention Center, Atlantic City, Nueva Jersey, Estados Unidos  | |
| Victoria                                                                                       | 63–0    | Roger Mayweather               | RTD  | 11 (12) | 1989-05-13 | Great Western Forum, Inglewood, California, Estados Unidos      | Gana título Peso superligero.                                                                                           |
| Victoria                                                                                       | 62–0    | José Luis Ramírez              | TD   | 11 (12) | 1988-10-29 | Hotel Hilton, Las Vegas, Nevada, Estados Unidos                 | Retiene título AMB Peso ligero y gana título vacante CMB y The Ring peso ligero                                         |
| Victoria                                                                                       | 61–0    | Vernon Buchanan                | TKO  | 3 (10)  | 1988-08-01 | Great Western Forum, Inglewood, California, Estados Unidos      | |
| Victoria                                                                                       | 60–0    | Rafael Limón                   | TKO  | 7 (?)   | 1988-06-04 | Mazatlán, Sinaloa, México                                       | |
| Victoria                                                                                       | 59–0    | Rodolfo Aguilar                | TKO  | 6 (12)  | 1988-04-16 | Hotel Hilton, Las Vegas, Nevada, Estados Unidos                 | Retiene título AMB Peso ligero.                                                                                         |
| Victoria                                                                                       | 58–0    | Nicky Pérez                    | TKO  | 3 (10)  | 1988-03-05 | Tijuana, Baja California, México                                | |
| Victoria                                                                                       | 57–0    | Edwin Rosario                  | TKO  | 11 (12) | 1987-11-21 | Hotel Hilton, Las Vegas, Nevada, Estados Unidos                 | Gana título AMB Peso ligero.                                                                                            |
| Victoria                                                                                       | 56–0    | Danilo Cabrera                 | UD   | 12      | 1987-08-21 | Caliente Racetrack, Tijuana, Baja California, México            | Retiene título CMB Peso superpluma.                                                                                     |
| Victoria                                                                                       | 55–0    | Francisco Tomas Da Cruz        | TKO  | 3 (12)  | 1987-04-18 | Nîmes, Gard, Francia                                            | Retiene título Peso superpluma.                                                                                         |
| Victoria                                                                                       | 54–0    | Juan Laporte                   | UD   | 12      | 1986-12-12 | Madison Square Garden, Nueva York, Nueva York, Estados Unidos   | Retiene título CMB Peso superpluma.                                                                                     |
| Victoria                                                                                       | 53–0    | Rocky Lockridge                | MD   | 12      | 1986-08-03 | Stade Louis II, Monte Carlo, Mónaco                             | Retiene título CMB Peso superpluma.                                                                                     |
| Victoria                                                                                       | 52–0    | Refugio Rojas                  | TKO  | 7 (12)  | 1986-06-13 | Madison Square Garden, Nueva York, Nueva York, Estados Unidos   | Retiene título CMB Peso superpluma.                                                                                     |
| Victoria                                                                                       | 51–0    | Faustino Mártires Barrios      | TKO  | 5 (12)  | 1986-05-15 | Stade Pierre de Coubertin, Bercy, France                        | Retiene título CMB Peso superpluma.                                                                                     |
| Victoria                                                                                       | 50–0    | Roberto Collins Lindo          | KO   | 2 (?)   | 1986-03-22 | Riviera Hotel & Casino, Las Vegas, Nevada, Estados Unidos       | |
| Victoria                                                                                       | 49–0    | Jeff Bumpus                    | TD   | 5 (10)  | 1985-12-19 | Olympic Auditorium, Los Ángeles, California, Estados Unidos     | |
| Victoria                                                                                       | 48–0    | Dwight Pratchett               | UD   | 12      | 1985-09-21 | Riviera Hotel & Casino, Las Vegas, Nevada, Estados Unidos       | Retiene título CMB Peso superpluma.                                                                                     |
| Victoria                                                                                       | 47–0    | Roger Mayweather               | TKO  | 2 (12)  | 1985-07-07 | Riviera Hotel & Casino, Las Vegas, Nevada, Estados Unidos       | Retiene título CMB Peso superpluma.                                                                                     |
| Victoria                                                                                       | 46–0    | Rubén Castillo                 | TKO  | 6 (12)  | 1985-04-19 | Fórum, Inglewood, California, Estados Unidos                    | Retiene título CMB Peso superpluma.                                                                                     |
| Victoria                                                                                       | 45–0    | Manuel Hernández               | TKO  | 3 (?)   | 1985-01-01 | Ciudad de México, México                                        | |
| Victoria                                                                                       | 44–0    | Mario Martínez                 | TKO  | 8 (12)  | 1984-09-13 | Olympic Auditorium, Los Ángeles, California, Estados Unidos     | Gana título vacante CMB Peso superpluma.                                                                                |
| Victoria                                                                                       | 43–0    | Delfino Mendoza                | KO   | 3 (?)   | 1984-06-13 | Hermosillo, Sonora, México                                      | |
| Victoria                                                                                       | 42–0    | Ramón Avitia                   | KO   | 6 (?)   | 1984-05-04 | Culiacán, Sinaloa, México                                       | |
| Victoria                                                                                       | 41–0    | Armando Flores                 | KO   | 3 (?)   | 1983-09-01 | Mazatlán, Sinaloa, México                                       | |
| Victoria                                                                                       | 40–0    | Adriano Arreola                | PTS  | 10      | 1983-07-16 | Olympic Auditorium, Los Ángeles, California, Estados Unidos     | |
| Victoria                                                                                       | 39–0    | Benny Abarca                   | KO   | 5 (?)   | 1983-12-30 | Culiacán, Sinaloa, México                                       | |
| Victoria                                                                                       | 38–0    | Romero Sandoval                | KO   | 2 (10)  | 1983-06-15 | Olympic Auditorium, Los Ángeles, California, Estados Unidos     | |
| Victoria                                                                                       | 37–0    | Javier Fragoso                 | KO   | 4 (?)   | 1983-05-01 | Roberto Clemente Coliseum, San Juan, Puerto Rico                | |
| Victoria                                                                                       | 36–0    | Ernesto Herrera                | KO   | 4 (?)   | 1983-04-04 | Tijuana, Baja California, México                                | |
| Victoria                                                                                       | 35–0    | Othoniel López                 | KO   | 4 (?)   | 1983-02-25 | Ensenada, Baja California, México                               | |
| Victoria                                                                                       | 34–0    | Jerry Lewis                    | KO   | 6 (?)   | 1982-12-11 | Memorial Auditorium, Sacramento, California, Estados Unidos     | |
| Victoria                                                                                       | 33–0    | Jerry Lewis                    | KO   | 5 (?)   | 1982-10-23 | Tijuana, Baja California, México                                | |
| Victoria                                                                                       | 32–0    | José Resendez                  | KO   | 6 (?)   | 1982-09-28 | Tijuana, Baja California, México                                | |
| Victoria                                                                                       | 31–0    | Santos Rodríguez               | KO   | 8 (?)   | 1982-08-20 | Culiacán, Sinaloa, México                                       | |
| Victoria                                                                                       | 30–0    | Gustavo Salgado                | KO   | 2 (?)   | 1982-07-19 | Tijuana, Baja California, México                                | |
| Victoria                                                                                       | 29–0    | Juan Carlos Alvarado           | KO   | 3 (?)   | 1982-05-08 | Culiacán, Sinaloa, México                                       | |
| Victoria                                                                                       | 28–0    | Benny Abarca                   | PTS  | 10      | 1982-04-26 | Tijuana, Baja California, México                                | |
| Victoria                                                                                       | 27–0    | Johnny Jensen                  | KO   | 3 (?)   | 1982-03-11 | Tijuana, Baja California, México                                | |
| Victoria                                                                                       | 26–0    | Carlos Bryant                  | KO   | 2 (?)   | 1982-02-19 | Culiacán, Sinaloa, México                                       | |
| Victoria                                                                                       | 25–0    | Ramón Peraza                   | KO   | 1 (?)   | 1982-02-04 | Tijuana, Baja California, México                                | |
| Victoria                                                                                       | 24–0    | Jesús García                   | KO   | 2 (?)   | 1982-01-29 | Guamúchil, Sinaloa, México                                      | |
| Victoria                                                                                       | 23–0    | Ramón Luque                    | KO   | 1 (?)   | 1982-01-12 | Tijuana, Baja California, México                                | |
| Victoria                                                                                       | 22–0    | Manuel Vásquez                 | KO   | 7 (?)   | 1981-12-17 | Culiacán, Sinaloa, México                                       | |
| Victoria                                                                                       | 21–0    | José Ángel Medina              | KO   | 6 (?)   | 1981-10-19 | Tijuana, Baja California, México                                | |
| Victoria                                                                                       | 20–0    | Jorge Ramírez                  | KO   | 2 (?)   | 1981-09-25 | Culiacán, Sinaloa, México                                       | |
| Victoria                                                                                       | 19–0    | Daniel Felizardo               | KO   | 3 (10)  | 1981-08-31 | Tijuana, Baja California, México                                | |
| Victoria                                                                                       | 18–0    | Jesús Cuate Lara               | KO   | 2 (10)  | 1981-08-07 | Culiacán, Sinaloa, México                                       | |
| Victoria                                                                                       | 17–0    | Daniel Martínez                | KO   | 1 (?)   | 1981-07-27 | Tijuana, Baja California, México                                | |
| Victoria                                                                                       | 16–0    | Bobby Fernández                | KO   | 3 (?)   | 1981-07-10 | Culiacán, Sinaloa, México                                       | |
| Victoria                                                                                       | 15–0    | Fidel Navarro                  | KO   | 1 (?)   | 1981-06-26 | Culiacán, Sinaloa, México                                       | |
| Victoria                                                                                       | 14–0    | Víctor Gámez                   | KO   | 1 (?)   | 1981-06-05 | Culiacán, Sinaloa, México                                       | |
| Victoria                                                                                       | 13–0    | Eduardo Lalo Acosta            | KO   | 2 (?)   | 1981-05-08 | Culiacán, Sinaloa, México                                       | |
| Victoria                                                                                       | 12–0    | Miguel Ruiz                    | KO   | 1 (?)   | 1981-03-04 | Culiacán, Sinaloa, México                                       | |
| Victoria                                                                                       | 11–0    | Julio Gaxiola                  | KO   | 4 (?)   | 1981-02-02 | Culiacán, Sinaloa, México                                       | |
| Victoria                                                                                       | 10–0    | Roberto Flores                 | KO   | 3 (?)   | 1980-12-15 | Culiacán, Sinaloa, México                                       | |
| Victoria                                                                                       | 9–0     | Andrés Félix                   | KO   | 2 (?)   | 1980-11-26 | Culiacán, Sinaloa, México                                       | |
| Victoria                                                                                       | 8–0     | Jesús Martínez                 | KO   | 1 (?)   | 1980-10-13 | Culiacán, Sinaloa, México                                       | |
| Victoria                                                                                       | 7–0     | Jesús Cuate Lara               | PTS  | 10      | 1980-09-22 | Culiacán, Sinaloa, México                                       | |
| Victoria                                                                                       | 6–0     | Miguel Cebrero                 | PTS  | 10      | 1980-09-05 | Culiacán, Sinaloa, México                                       | |
| Victoria                                                                                       | 5–0     | Tito Geraldo                   | PTS  | 6 (10)  | 1980-07-18 | Guamúchil, Sinaloa, México                                      | |
| Victoria                                                                                       | 4–0     | Roberto García                 | TKO  | 6 (?)   | 1980-05-20 | Guaymas, Sonora, México                                         | |
| Victoria                                                                                       | 3–0     | Ramón Flores                   | KO   | 3 (?)   | 1980-04-08 | Navojoa, Sonora, México                                         | |
| Victoria                                                                                       | 2–0     | Fidencio Cebreros              | PTS  | 6       | 1980-03-03 | Culiacán, Sinaloa, México                                       | |
| Victoria                                                                                       | 1–0     | Andrés Félix                   | PTS  | 6 (6)   | 1980-02-05 | Culiacán, Sinaloa, México                                       | Debut profesional. |